# Meizu

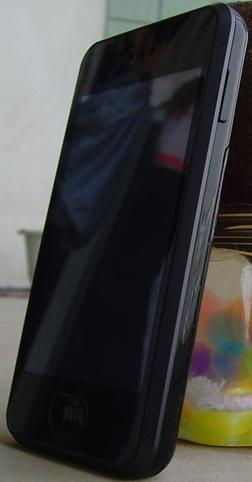
Företagets M8-telefon

Meizu Electronic Technology, ofta kallat bara Meizu, är en elektroniktillverkare från Kina. Meizu är känt för sina MP3- och MP4-spelare såsom Meizu M6 Mini Player och Meizu M3 Music Card. 
I februari 2009 släppte de mobiltelefonen Meizu M8 MiniOne. De planerade att släppa en MP3-spelare baserad på M8 MiniOne, Meizu M7, fast spelaren släpptes aldrig. 
Den 1 januari 2011 släpptes den Androidbaserade smartmobilen Meizu M9. Mobilen släpptes endast i Kina, men man kan köpa den via internetbaserade affärer. Meizu M9 fungerar även med svenska 3G-nätet. 
Den 1 februari 2012 släpptes den Flyme-baserade smartmobilen Meizu MX i Kina.
.